# Hádico
| Supereón    | Eón          | Inicio (Ma) |
| ----------- | ------------ | ----------- |
|             | Fanerozoico  | 538,8±0,6   |
| Precámbrico | Proterozoico | 2500        |
| Precámbrico | Arcaico      | 4031±3      |
| Precámbrico | Hádico       | 4567        |

El Hádico o Hadeano (del griego Άδης, Hades, dios griego, 'inframundo'), es el primer eón y eonotema de la escala temporal geológica y la primera división del Precámbrico. Comienza en el momento en que se formó la Tierra hace unos 4567 millones de años y termina hace 4031 millones de años, durando unos 536 millones de años, cuando comienza el eón Arcaico. La Comisión Internacional de Estratigrafía lo considera un término formal desde 2022. Hasta la formalización de las terminologías en español de España y Venezuela (Hádico, 2013) y de América (Hadeano, 2023) el piso ha sido también se ha denominado en la literatura científica como Hadeico.
El geólogo Preston Cloud acuñó el término en 1972, originalmente para etiquetar el período anterior a las primeras rocas conocidas en la Tierra. W. Brian Harland acuñó más tarde un término casi sinónimo, el «período priscoano», de priscus, la palabra latina para «antiguo». Otros textos más antiguos se refieren al eón como el Pre-Arcaico.
Durante este período, probablemente el sistema solar se estaba formando dentro de una gran nube de gas y polvo. La Tierra se formó cuando parte de esta materia incandescente se transformó en un cuerpo sólido. Este es el período durante el cual se formó la corteza terrestre. Esta corteza sufrió muchos cambios, debido a las numerosas erupciones volcánicas.
Las rocas más antiguas que se conocen tienen una antigüedad de aproximadamente 4400 millones de años y se encuentran en Canadá y Australia, mientras que las formaciones rocosas más antiguas son las de 3800 millones de años de Groenlandia.
Durante este eón se produjo el bombardeo intenso tardío, que afectó a los planetas interiores del sistema solar hace 3800-4000 millones de años.
Según relojes moleculares y la evidencia fósil el último antepasado común universal de todos los seres vivos vivió a finales de este eón, y el origen de los primeros procariotas se estimó a mediados de este eón Cabe destacar que a comienzos de este eón estuvieron presentes las biomoléculas autorreplicantes que formarían los protobiontes, estructuras abióticas que posteriormente darían origen al último antepasado común universal y a la vida en general. (Véase Abiogénesis)

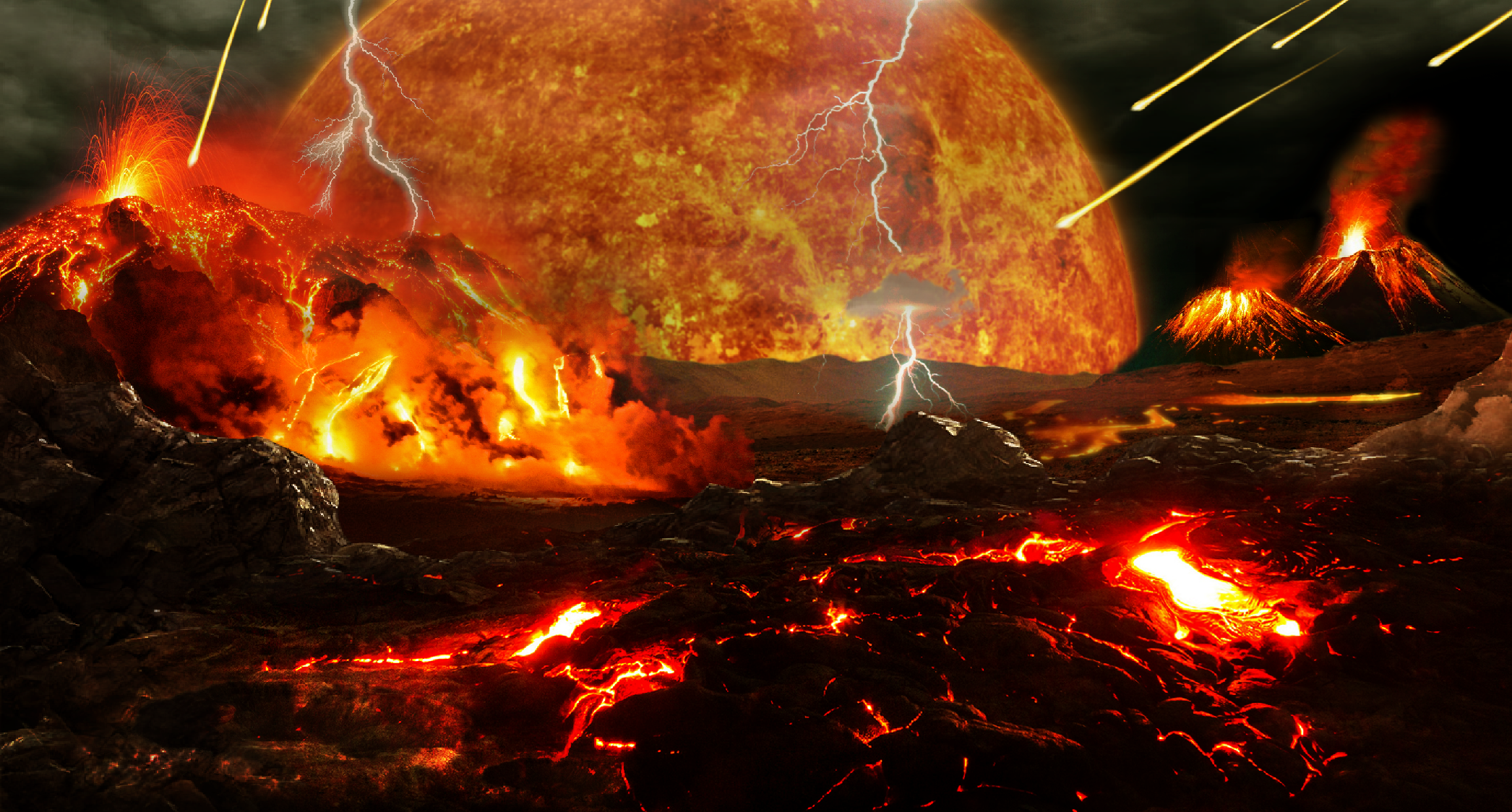
Recreación del Hádico.

## Rocas hádicas

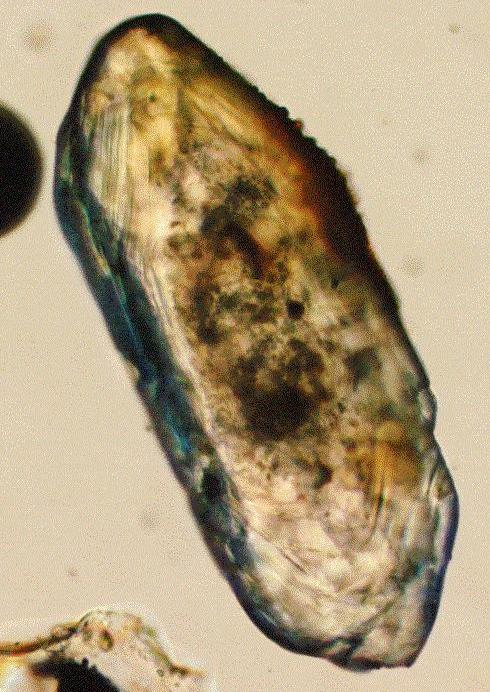
Un zircón visto al microscopio óptico.

En las últimas décadas del siglo XX los geólogos identificaron algunas rocas hádicas en Groenlandia Occidental, el noroeste de Canadá y Australia Occidental.
Los minerales más antiguos conocidos son los cristales individuales de zircón redepositados en los sedimentos del oeste de Canadá y la región Jack Hills de Australia Occidental. Los zircones más antiguos datados tienen 4400 millones de años, muy cerca de la fecha estimada de formación de la Tierra.
La formación rocosa más antigua conocida, el cinturón supracortical de Isua, está integrado por los sedimentos de Groenlandia datados en alrededor de 3800 millones de años, algo alterados por diques volcánicos que penetraron en las rocas después de haber sido depositadas.
Los sedimentos de Groenlandia incluyen formaciones de hierro bandeado. Posiblemente contienen carbono orgánico, lo que indicaría que las primeras moléculas autorreplicantes (hipótesis del mundo de ARN) datan de esta época y una pequeña probabilidad de que ya hubiera surgido la fotosíntesis. Los fósiles más antiguos conocidos (de Groenlandia) datan de unos pocos cientos de millones de años más tarde.

Hipótesis del gran impacto.

Entre el material con el que se formó la tierra debió haber una determinada cantidad de agua. Las moléculas de agua habrían estado escapando a la gravedad terrestre hasta que el planeta alcanzó un radio de aproximadamente el 40% de su tamaño actual; después de ese punto, el agua y otras sustancias volátiles se habrían conservado. Es esperable que el hidrógeno y el helio escapen continuamente de la atmósfera, pero la falta de gases nobles densos en la atmósfera moderna sugiere que algo catastrófico ocurrió en la atmósfera temprana.
Existe la hipótesis de que una parte del material del joven planeta fue aportado por el impacto que creó la Luna. La composición actual de la Tierra no coincide con la que tendría con una fusión completa y, por otra parte, es difícil fundir y mezclar completamente enormes masas de roca. Sin embargo, una importante fracción de material debió de ser vaporizado en este impacto, creando una atmósfera de rocas vaporizadas alrededor del joven planeta.
La condensación de las rocas vaporizadas llevaría dos mil años, dejando una pesada atmósfera de dióxido de carbono con hidrógeno y vapor de agua. Se formarían océanos de agua líquida a pesar de una temperatura en la superficie de 230 °C, debido a la fuerte presión atmosférica del CO2. Como el enfriamiento continuó, la subducción y disolución en el agua del océano suprimió la mayor parte del CO2 de la atmósfera, pero los niveles oscilaron fuertemente cuando aparecieron los ciclos de superficie y manto.
El estudio de zircones ha revelado que el agua líquida debe haber existido ya hace 4.400 millones de años, muy poco después de la formación de la Tierra. Esto requiere la presencia de una atmósfera.

## Subdivisiones
Dado que pocos rastros geológicos de este período han sobrevivido sobre la Tierra, la Comisión Internacional de Estratigrafía no ha reconocido ninguna subdivisión hádica. Sin embargo, se distinguen varias divisiones principales del eón Hádico en la escala de tiempo geológico lunar, que se utilizan a veces de forma no oficial para referirse a los mismos períodos en la Tierra.
| Supereón    | Eón Eonotema     | Era Eratema                | Periodo Sistema            | Inicio, en millones de años |
| ----------- | ---------------- | -------------------------- | -------------------------- | --------------------------- |
| Precámbrico | Proterozoico     | Neo- proterozoico          | Ediacárico Ediacariano     | ~635                        |
| Precámbrico | Proterozoico     | Neo- proterozoico          | Criogénico Criogeniano     | ~720                        |
| Precámbrico | Proterozoico     | Neo- proterozoico          | Tónico Toniano             | 1000                        |
| Precámbrico | Proterozoico     | Meso- proterozoico         | Esténico Steniano          | 1200                        |
| Precámbrico | Proterozoico     | Meso- proterozoico         | Ectásico Ectasiano         | 1400                        |
| Precámbrico | Proterozoico     | Meso- proterozoico         | Calímico Calymmiano        | 1600                        |
| Precámbrico | Proterozoico     | Paleo- proterozoico        | Estatérico Statheriano     | 1800                        |
| Precámbrico | Proterozoico     | Paleo- proterozoico        | Orosírico Orosiriano       | 2050                        |
| Precámbrico | Proterozoico     | Paleo- proterozoico        | Riásico Rhyaciano          | 2300                        |
| Precámbrico | Proterozoico     | Paleo- proterozoico        | Sidérico Sideriano         | 2500                        |
| Precámbrico | Arcaico Arqueano | Neoarcaico Neoarqueano     | Neoarcaico Neoarqueano     | 2800                        |
| Precámbrico | Arcaico Arqueano | Mesoarcaico Mesoarqueano   | Mesoarcaico Mesoarqueano   | 3200                        |
| Precámbrico | Arcaico Arqueano | Paleoarcaico Paleoarqueano | Paleoarcaico Paleoarqueano | 3600                        |
| Precámbrico | Arcaico Arqueano | Eoarcaico Eoarqueano       | Eoarcaico Eoarqueano       | 4031±3                      |
| Precámbrico | Hádico Hadeano   | Hádico Hadeano             | Hádico Hadeano             | 4567                        |